# Fawcett Society

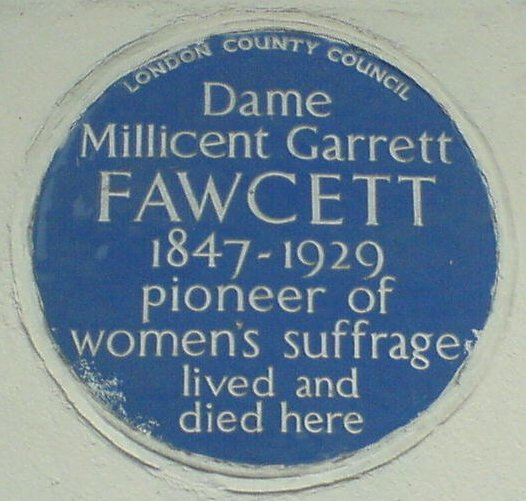

La Fawcett Society es una organización benéfica del Reino Unido que lucha por los derechos de la mujer y la igualdad de género. Las raíces de la organización se remontan a 1866, cuando Millicent Garrett Fawcett dedicó su vida a la campaña pacífica por el sufragio femenino. Originalmente llamada London National Society for Women's Suffrage, y más tarde London Society for Women's Suffrage, la organización pasó a llamarse Fawcett Society en 1953.
Es una caridad registrada en la Comisión de Caridad y tiene una afiliación de alrededor 3,000 personas,  entre las que se incluyen famosas como Jenni Murray, Carrie Gracie, Emma Thompson, y Ophelia Lovibond.
La visión de la organización es una sociedad en la que las mujeres y las niñas, en toda su diversidad, sean iguales y verdaderamente libres para realizar su potencial, creando un futuro más fuerte, más feliz y mejor para todos nosotros. Sus áreas clave de trabajo de campaña incluyen la igualdad de remuneración, la igualdad de poder, la lucha contra las normas y los estereotipos de género y la defensa de los derechos de la mujer. La Sociedad Fawcett publica investigaciones convincentes para educar, informar y dirigir el debate; reúne a políticos, académicos, activistas de base y la sociedad civil en general para desarrollar soluciones innovadoras y prácticas, y realiza campañas con mujeres y hombres para lograr el cambio..
Hay grupos locales de la Fawcett Society en todo el Reino Unido, que apoyan el trabajo de campaña de Fawcett y organizan eventos y actividades en sus áreas. Las ubicaciones incluyen Devon, Milton Keynes y Tyneside.
La biblioteca y los archivos de la Sociedad, conocidos como la Biblioteca Fawcett, forman ahora parte de la Biblioteca de la Mujer de la Biblioteca Británica de Ciencias Políticas y Económicas, la biblioteca principal de la London School of Economics and Political Science.